# Ченчо Гјелтшен
Ченчо Гјелтшен (енгл. Chencho Gyeltshen; Шапа, 10. мај 1996), је бутански фудбалер који тренутно игра за Сурин сити у Трећој лиги Тајланда, као позајмљени играч Бурирам јунајтеда. Најефикаснији је играч репрезентације Бутана са шест постигнутих голова. Навијачи су га због стла игре прозвали „Бутански Кристијано Роналдо“.

## Детињство, младост и образовање
Ченчо је рођен у месту Шапа у џонгхагу Паро. Почео је да игра фудбал у основној школи заједно са братом, а његов идол је Кристијано Роналдо. Првобитно се бавио борилачким вештинама, пре него што се определио ѕа фудбал. У млађим категоријама тренирао је за фудбалски клуб Ветеран.

## Клупска каријера

### Бутан
Од 2008. до 2014. године играо је за Јидзин у Бутанској националној лиги. Био је први у првенству 2013. године, а исте године је са клубом изгубио у финалу купа Краља. Након шест година, 2014. године прелази у Драк јунајтед где је играо у лиги Тимбуа, а био је и капитен. У купу краља постигао је два гола. Следеће године играо је ѕа фудбалски клуб Тимбу. Био је најбољи стрелац у лиги главног града Бутана постигавши 17 голова на 10 утакмица.

### Интересовања из иностранства
Након наступа у Купу Краља 2013. године добио је позив годину дана касније да потпише уговор са непалским клубом Мачхиндра, али то није могао учинити до следеће године због свог школовања. Почетком 2015. године одиграо је неколико пријатељских утакмица за тајландски клуб Бурирам јунајтед са којим је играо против неколико тајландских прволигашких екипа. Против Сисакета је постигао гол пет минута након уласка у игру у 80. минуту. Док је био на Тајланду добио је понуде од индијских суперлигашких клубова Делхи дајнамоса и Пуна ситија. Међутим, ниједна званична понуда није приказана. Играч је рекао да је понуде било, али да је дошала мало раније да би изабрао да игра у Супер лиги Индије, заједно са светским звездама које играју у лиги последњих неколико година.

### Тајланд
У јулу 2015. године Бурирам јунајтеда који се такмичи у Првој лиги Тајланда договорио је прелазак Гјелтшена из Тимбуа у овај клуб. Уговор је потписан на 1,5 годину са месечном платом од 100.000 нгултрума. Гјелтшен је постао први бутански фудбалер који је заигао за неки клуб ван Бутана. Он је 7. јула 2015. године позајмљен Суринам ситију, филијали Бурирам јунајтеда који се такмичи у Трећој лиги Тајланда.
Гиелтшен је свој деби за Сурин сити имао 5. јула 2015 у утакмици против Каласина. Добио је број 11 на дресу. Од 24. септембра 2015 постигао је осам голова у осам лигашких утакмица за Сурин сити од 33 колико је одиграла екипа. Сурин завршио на 10. позицији североисточне дивизије и није се пласирала у плеј–оф.

## Репрезентативна каријера
Играо је за репрезентацију Бутана до 12, 13, 15, 17. и 19. година. На свом дебију за први тим Бутана 19. марта 2011. године постигао је први гол за репрезентацију у пријатељском мечу против Непала. У квалификацијама за светско првенство репрезентација Бутана дебитовала је у прелиминарној руни у квалификацијама за Светско првенство 2018. у Русији против Шри Ланке. У првом мечу су као гости победили голом који је постигао Черинг Дорџи. То је била прва победа у првом мечу икада у квалификацијама за светско првенство. Пролазак даље обезбеђен је победом на стадиону Чанглимитанг у Тимбу од 2:1, а оба гола за Бутан је постигао Ченчо Гјелтшен.

## Статистика каријере

### Репрезентативна
| Фудбалска репрезентација Бутана | Фудбалска репрезентација Бутана | Фудбалска репрезентација Бутана |
| Година                          | Утакмица                        | Голова                          |
| ------------------------------- | ------------------------------- | ------------------------------- |
| 2011                            | 3                               | 2                               |
| 2012                            | 0                               | 0                               |
| 2013                            | 3                               | 1                               |
| 2014                            | 0                               | 0                               |
| 2015                            | 13                              | 3                               |
| Укупно                          | 19                              | 6                               |

### Голови у репрезентацији
| 1.                            | 19. март 2011.     | Покхара, Непал  | Непал      | 1–2 | 1–2 | Пријатељска                              |
| 2.                            | 7. децембар 2011.  | Делхи, Индија   | Авганистан | 1–4 | 1–8 | Јужноазијски фудбалски куп 2011.         |
| 3.                            | 4. септембар 2013. | Катманду, Непал | Малдиви    | 2–1 | 2–8 | Јужноазијски фудбалски куп 2013.         |
| 4.                            | 17. март 2015      | Тимбу, Бутан    | Шри Ланка  | 1–0 | 2–1 | Квалификације за Светско првенство 2018. |
| 5.                            | 17. март 2015      | Тимбу, Бутан    | Шри Ланка  | 2–1 | 2–1 | Квалификације за Светско првенство 2018. |
| 6.                            | 8. октобар 2015    | Тимбу, Бутан    | Малдиви    | 2–4 | 3–4 | Квалификације за Светско првенство 2018. |
| Актуелиѕовано 8. октобра 2015 |                    |                 |            |     |     |                                          |

## Спољашње веѕе
- Профил на сајту ФИФа Архивирано на веб-сајту  (18. новембар 2015)